# Kaiserkeller
Kaiserkeller é um clube musical no bairro de St. Pauli, em Hamburgo, Alemanha, próximo à Reeperbahn. Foi aberto por Bruno Koschmider em 14 de outubro de 1959. Os Beatles tiveram um contrato com o Kaiserkeller para tocar ali em 1960.

## Biografia
Uma banda de metais caribenha que havia tocado no clube Jacaranda, de Allan Williams, em Liverpool recebeu uma oferta para se apresentar em Hamburgo. Após receber cartas entusiasmantes sobre a cena musical de Hamburgo, Williams entrou em contato com Koschmider, oferecendo-se como agente, no que Koschmider concordou. Koschmider anteriormente agendara Derry and the Seniors após vê-los se apresentarem em Londres e como eles fizeram sucesso em Hamburgo, ele pediu a Williams que procurasse outros grupos. Rory Storm and The Hurricanes foram a primeira escolha de Williams, mas como estavam envolvidos em outro compromisso, recusaram sua oferta, assim como  Gerry & The Pacemakers também recusaram, de modo que Williams enviou o grupo The Beatles a Hamburgo. O trabalho implicava tocar de seis a sete horas por noite, sete noites por semana. Inicialmente, os Beatles tocaram no clube Indra, dormindo em cômodos sujos e pequenos no cinema Bambi Kino, e mais tarde passaram a se apresentar no Kaiserkeller após o fechamento do Indra.

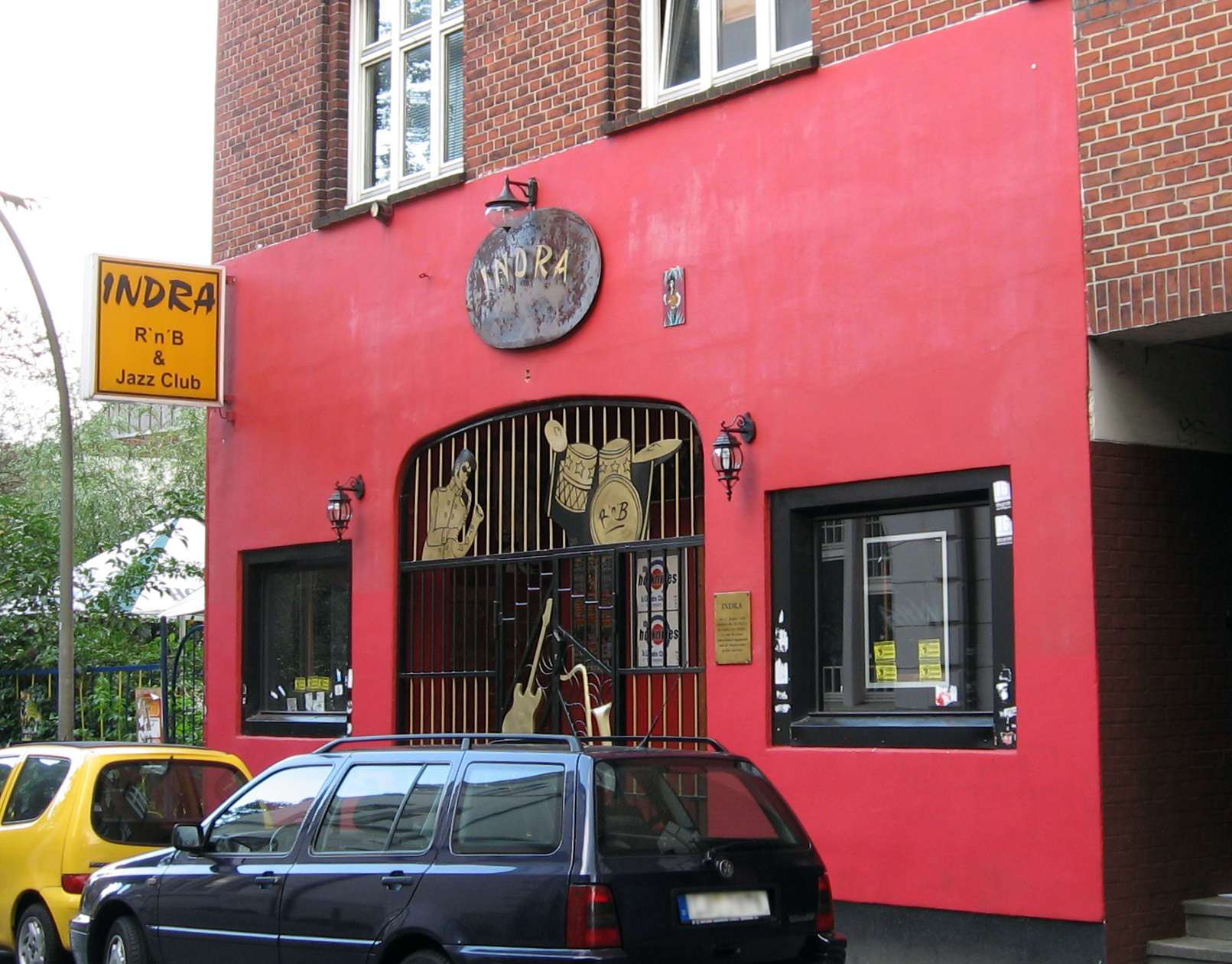
O lugar que abrigou o clube Indra em sua aparência atual, onde os Beatles tocaram pela primeira vez quando chegaram a Hamburgo.

Após o término da temporada de verão, no início de outubro de 1960, Rory Storm and The Hurricanes estavam livres para viajar a Hamburgo, substituindo Derry and The Seniors no Kaiserkeller. Eles chegaram a Hamburgo em 1 de outubro de 1960, tendo negociado um cachê maior que The Seniors ou The Beatles. Eles tocavam por cinco ou seis segmentos de 90 minutos todos os dias, alternando-se com The Beatles. Rory Storm and The Hurricanes mais tarde foram presenteados com um certificado especial por Koschmider por suas apresentações.
O bairro de St. Pauli era bem conhecido por ser uma área de prostituição e que era perigoso para qualquer um que se distinguisse da clientela usual. O palco no Kaiserkeller era feito de tábuas de madeira sustentadas por engradados de cerveja, de modo que os dois grupos apostaram para ver quem seria o primeiro a quebrá-lo. Após numerosas tentativas por vários dias, uma pequena rachadura apareceu, e quando Storm pulou do topo de um piano, o palco finalmente quebrou. O guitarrista de Storm, Johnny 'Guitar' Byrne, lembra-se que quando Storm atingiu o palco, ele rachou-se estrepitosamente e formou um V em torno de Storm. Ele desapareceu dentro do buraco, enquanto todos os amplificadores e os címbalos do baterista Ringo Starr caíram junto dentro do buraco. Koschmider ficou furioso e teve de substituir a música ao vivo por uma jukebox. Os dois grupos atravessaram a rua para ir ao Harold's cafe para o café da manhã, mas foram seguidos pelos porteiros de Koschmider que, munidos de cassetetes, bateram nos músicos como punição. Horst Fascher era o leão de chácara de Koschmider, cuja carreira como boxeador foi interrompida quando praticou um homicídio (ele matou culposamente um marinheiro durante uma briga de rua) embora mais tarde ele tenha se tornado amigo dos Beatles e até os tenha protegido.

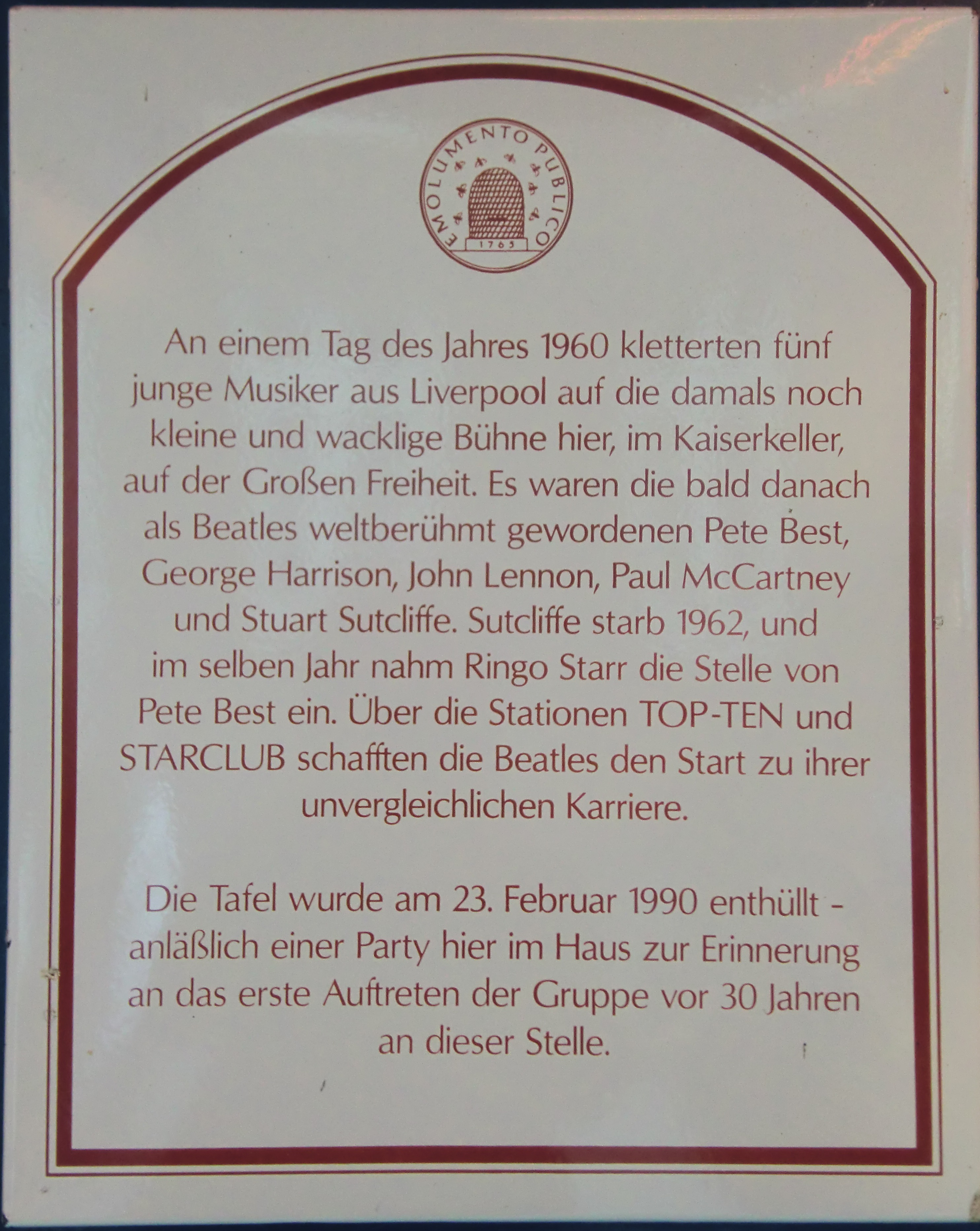
Uma placa em alemão detalhando a história do Kaiserkeller.

Certa vez Klaus Voormann assistiu a uma apresentação dos Hurricanes e dos Beatles no clube, e convidou a fotógrafa Astrid Kirchherr e o amigo Jürgen Vollmer para assistir às apresentações no dia seguinte. O baixista dos Beatles, Stuart Sutcliffe, conheceu  Kirchherr durante as apresentações e começou a namorá-la logo em seguida. Voormann à época mantinha um relacionamento com Kirchherr, embora logo em seguida o relacionamento dos dois tenha se tornado platônico e por fim se transformado em amizade.
Em outubro de 1960, os Beatles deixaram o clube de Koschmider para trabalhar no Top Ten Club, gerenciado por Peter Eckhorn. Quando McCartney e o baterista Pete Best voltaram ao Bambi Kino para pegar seus pertences eles encontraram o lugar em total escuridão. Pregando um preservativo em uma parede e ateando-lhe fogo permitiu que McCartney e Best tivessem uma fonte de luz, usada para localizar os pertences. Não houve danos reais, mas Koschmider os denunciou à polícia por incêndio criminoso. McCartney e Best passaram três horas numa carceragem, sendo em seguida deportados, assim como também foi George Harrison, por ter trabalhado abaixo da idade legal mínima. A permissão de trabalho de John Lennon foi revogada alguns dias mais tarde e ele foi embora de trem, mas Sutcliffe teve um resfriado e ficou em Hamburg e depois voltou para casa.